# Cos-B
COS-B — орбитальная обсерватория Европейского космического агентства. Вместе с гамма-обсерваторией НАСА SAS-2 спутник COS-B впервые позволил получить детальные карты излучения Галактики в жёстком гамма-диапазоне, возникающего за счёт взаимодействия космических лучей высоких энергий с веществом межзвёздной среды. Обсерватория несла на себе один инструмент — телескоп гамма-диапазона, созданный международной группой, известной как Caravane Collaboration (Laboratory for Space Research, Leiden, The Netherlands; Istituto di Fisica Cosmica e Informatica del CNR, Palermo, Italy; Laboratorio di Fisica Cosmica e Tecnologie Relative del CNR, Milano, Italy; Max-Planck-Institut für Extraterrestrische Physik, Garching, Germany; Service d’Electronique Physique, CEN de Saclay, France; Space Science Department of ESA, ESTEC, Noordwijk, The Netherlands). Обсерватория и спутник были полностью сделаны в Европе, запуск обсерватории был заказан американскому космическому агентству (НАСА).
Основным режимом работы обсерватории были наблюдения в режиме наведения, когда ось вращения спутника была направлена в исследуемую точку неба. Типичная длительность наблюдения 25 часов из 37-часовой орбиты спутника. Типичная длительность наблюдений составляла от 4-5 недель в начале работы обсерватории и до 3 месяцев ближе к завершению миссии. Обзор галактической плоскости — одна из основных задач обсерватории — проводился как серия наблюдений со взаимоперекрывающимися полями зрения. Конец работы обсерватории совпал с практически полной выработкой спутником рабочего тела, используемого для перенаведений. За время работы обсерваторией было осмотрено более 50 % неба.

Карта плоскости Галактики в гамма-лучах по данным обсерватории COS-B

Основным инструментом обсерватории был телескоп, оборудованный искровой камерой, эффективная площадь которого в максимуме (на энергии 400 МэВ) составляла около 50 см². Наряду с этим телескопом обсерватория была так же оборудована детектором рентгеновского излучения (рабочий диапазон 2-12 кэВ) для синхронизации основного инструмента с возможным пульсирующим излучением космических источников.

## Основные результаты
- Детальная карта Галактики в гамма-лучах[1][2].
- Обнаружение значительного количества новых гамма-источников, в том числе пульсаров — вращающихся изолированных нейтронных звёзд[3].